# 巫毉

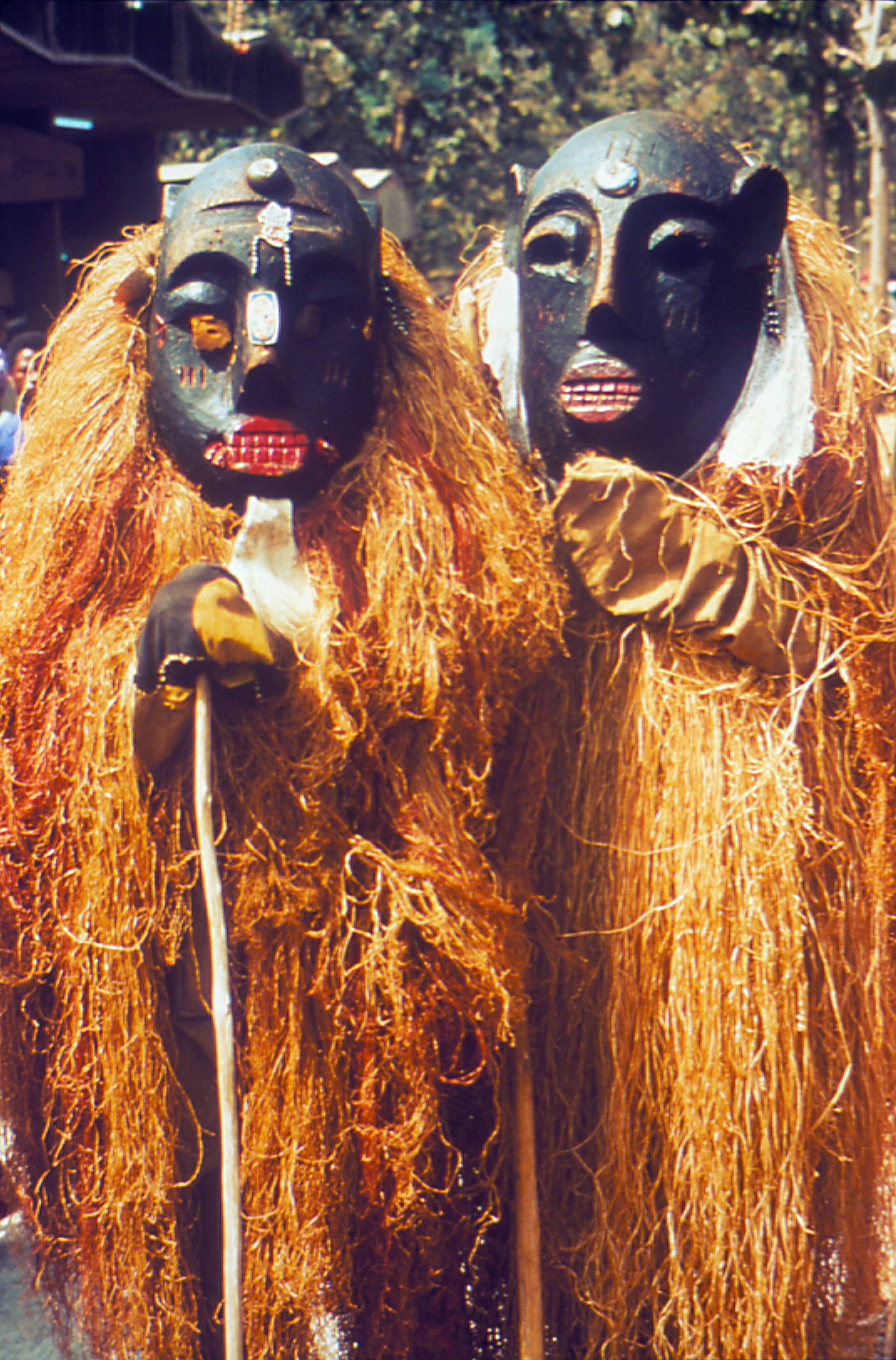
兩名尼日利亞巫醫

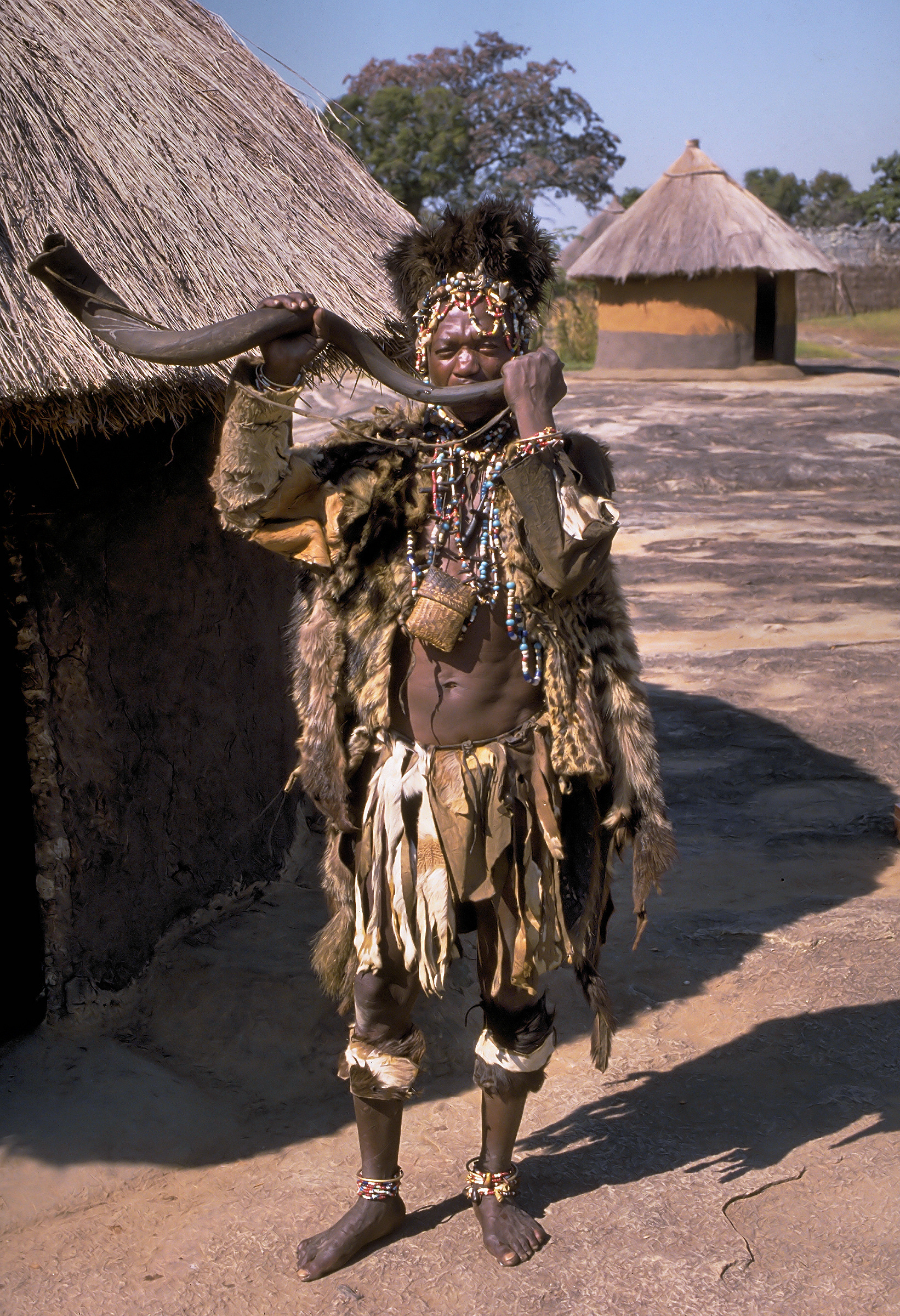
津巴布韋的紹納巫醫

巫毉，可單寫為毉，又可稱鬼毉、神毉、靈毉，是一種全球廣泛存在的神秘學職業，兼具巫師和醫生的雙重功能。巫毉以“巫師為主，醫生為輔”，不具備現代醫生所需的专业知识，甚至很多巫毉理论和现代医学理論是相反的，所以巫毉往往會被人們視為一種迷信。

## 名稱及定義
在繁体字中，巫毉的“毉”和医生的“醫”並不同。巫毉的“毉”底下寫為“巫”，代表用巫術安抚病人；而醫生的“醫”底下寫為“酉”，代表用酒精麻醉病人。
巫毉在分類上屬於巫師的一種，只是兼具醫生的功能，但不能被歸類為真正的醫生。巫毉特別強化了其“精神治療”的能力，能透過神明、邪靈、符咒、巫蠱等超自然力量來醫治病人的心理問題、魔障、受嚇和怨靈附身，他們認為所有物理疾病、現實病痛均是由鬼神業力而起，而不是人类的身體真的有病。這點和純唯物主義、無神論的現代醫學有著極大的不同。

## 非洲
據BBC於2015年3月12日的報導，坦桑尼亞當局已立法取締巫醫，並逮捕了超過200人。他們涉嫌販賣及殺害白化黑人作祭祀及入藥之用。據紅十字會，一副完整的白化遺體黑市價值可達7.5萬美元。聯合國相信自2000年起，每年坦桑尼亞依然有超過80名白化黑人遭到殺害。

## 亞洲
時至今日，於印度東北部的阿薩姆邦，尤其是麻永縣及其他的鄉郊地區的原住民族群中，仍然有巫醫使用巫術和黑魔法來治療疾病。

## 文獻記載

### 古代有關巫術和醫生的文獻
- 《大荒西经》：“有灵山，巫咸、巫即、巫彭、巫姑……十巫从此升降，百药爰在。”
- 《离骚》：有二次提到“毉”，將其等同於“彭咸”。
- 《楚辞章句》：“彭咸，殷贤大夫，谏其君，不听，自投水而死。”[2]（王逸著）
- 《说文》：“古者巫咸初作巫”。
- 《漢書·卷五四·蘇建傳》：「衛律驚，自抱持武，馳召毉 。」
- 《鹽鐵論·周秦》：「吏不以多斷為良，毉不以多刺為工。」（漢朝·桓寬）
- 《论语·子路》：“人而无恒，不可以作巫医”，
- 《十三经注疏》：“巫主接神去邪，医注疗病”。
- 《論衡·言毒》：“巫咸能以祝延人之疾”。到了唐朝仍有巫醫的行業，
- 《師說》：“巫毉樂師百工之人，君子不齒。”（韓愈著）

### 同義字
- 《揚子·太經》：爲毉，等於“醫”，爲巫祝之意。
- 《韻會補》：為“瑿”字訛寫。松脂千年爲茯苓，千年爲琥珀，千年爲瑿。
- 《崔豹·古今注》：“翳”字訛寫。翳木出交州，亦謂之烏文木。

### 現代文學運用
- 流瀲紫著，清朝宮鬥題材的網絡小說，《如懿傳》中的衛嬿婉，其判詞之二稱她為“毉”，代表她有本事治癒自己的創傷，並利用強大的療癒能力去操控他人的情緒。
- 山樵守护者著，現代商業題材的網絡小說， 《行商坐毉》的標題。
- 一桶浆糊著，魔法醫療題材的手機漫畫，《毒手巫毉》的標題。